# كلاي دالريمبل
كلاي دالريمبل (بالإنجليزية: Clay Dalrymple)‏ هو لاعب كرة قاعدة أمريكي، ولد في 3 ديسمبر 1936 في تشيكو في الولايات المتحدة.

## وصلات خارجية
- كلاي دالريمبل على موقع دوري كرة القاعدة الرئيسي (الإنجليزية)
- كلاي دالريمبل على موقعبيزبول رفرنس.كوم (الدوري الرئيسي) (الإنجليزية)
- كلاي دالريمبل على موقعبيزبول رفرنس.كوم (الدوري الثانوي) (الإنجليزية)
- كلاي دالريمبل على موقع جمعية أبحاث البيسبول الأمريكية (الإنجليزية)
- كلاي دالريمبل على موقع إي إس بي إن.كوم (أم.أل.بي) (الإنجليزية)
- كلاي دالريمبل على موقع مشجعي الرسوم البيانية (الإنجليزية)